# Rhaphuma salemensis
Rhaphuma salemensis är en skalbaggsart som beskrevs av Gardner 1940. Rhaphuma salemensis ingår i släktet Rhaphuma och familjen långhorningar. Inga underarter finns listade i Catalogue of Life.